# Lido Vieri
Pour les articles homonymes, voir Vieri.
Lido Vieri , né le 16 juillet 1939 à Piombino en Toscane, est un footballeur international italien, qui évoluait au poste de gardien de but.
Au cours de sa carrière, il a joué pour les clubs du Torino Football Club, Inter Milan et Pistoiese. Il a également joué à quatre reprises avec l'Italie et a été gardien remplaçant lors de l'Euro 1968, qu'il a remporté et lors de la coupe du monde 1970.